# Zeitschrift für Papyrologie und Epigraphik

La Zeitschrift für Papyrologie und Epigraphik (ZPE) (ISSN no  0084-5388) est une revue scientifique allemande fondée en 1967 et paraissant quatre ou cinq fois par année. C'est l'une des revues les plus importantes dans les domaines de l'épigraphie grecque et latine et de la papyrologie grecque et latine. Ludwig Koenen (cofondateur) est l'une de ses grandes signatures, ainsi que Reinhold Merkelbach.
La ZPE fonctionne suivant le modèle de l'évaluation par les pairs. Les articles sont publiés en allemand, anglais, français ou italien.
Le projet de numérisation des articles a été lancé par Richard Hamilton (directeur de publication de la Bryn Mawr Classical Review) et est financé par la Fondation Andrew W. Mellon.